# Uhinks Reine Claude
Uhinks Reine Claude es una variedad cultivar de ciruelo (Prunus domestica), de las denominadas ciruelas europeas,
una variedad de ciruela obtenida en 1947 por la Sra. M.M. Smith en Portland, Oregón. Las frutas tienen un tamaño de medio, color de piel amarillo verdoso, con rubores rojo púrpura, cubierto con una ligera pruina, y pulpa de color amarillo dorado, textura muy jugosa, firme, y de sabor de sabor dulce, agradable y suave, bueno.

## Historia
'Uhinks Reine Claude' es una variedad cultivar de ciruelo (Prunus domestica), de las denominadas ciruelas europeas criado en 1947 por la Sra. M.M. Smith en Portland, Oregón (Estados Unidos).
'Uhinks Reine Claude' está cultivada en diversos bancos de germoplasma de cultivos vivos, tales como en National Fruit Collection (Colección Nacional de Fruta) de Reino Unido con el número de accesión: 1961-030 y Nombre Accesión : Uhinks Reine-Claude. El espécimen fue recibido en el «National Fruit Trials» (Probatorio Nacional de Frutas), para evaluar sus características en 1961.

## Características
'Uhinks Reine Claude' árbol de tamaño mediano, de vigor variable, extenso, de copa abierta, resistente, de una productividad media a alta. Las flores deben aclararse para que los frutos alcancen un calibre más grueso. Tiene un tiempo de floración que comienza a partir del 19 de abril con el 10% de floración, para el 23 de abril tiene una floración completa (80%), y para el 5 de mayo tiene un 90% de caída de pétalos.
'Uhinks Reine Claude' tiene una talla de fruto de tamaño medio (promedio 28,70gr), de forma ovalada oblonga, mitades desiguales, con la sutura poco profunda, distinta, y el ápice aplanado o deprimido; epidermis tiene piel gruesa, dura, ligeramente astringente, que se separa fácilmente, de color amarillo verdoso, con rubores rojo púrpura, cubierto con una fina pruina, con puntos lenticelares numerosos, blanquecinos, discretos, agrupados alrededor del ápice; Pedúnculo de longitud mediana (promedio 13,52mm), de calibre medio, muy pubescente, ubicado en una cavidad del pedúnculo profunda, ensanchada; pulpa de color amarillo dorado, textura muy jugosa, firme, y de sabor de sabor dulce, agradable y suave, bueno.
Hueso semi libre , ampliamente ovalada, turgente, roma en la base y en el ápice, levemente rugosa, sutura ventral ancha, a veces alada, y la sutura dorsal amplia y profundamente acanalada.
Su tiempo de recogida de cosecha se inicia a mediados de agosto.

## Usos
La ciruela 'Uhinks Reine Claude' se utilizan en cocina en mermeladas, compotas y macedonias de frutas. En jardinería se utilizan como planta ornamental.

## Enfermedades y plagas
Plagas específicas:
Pulgones, Cochinilla parda, aves Camachuelos, Orugas, Araña roja de árboles frutales, Polillas minadoras de hojas, Pulgón enrollador de hojas de ciruelo.
Enfermedades específicas:
Hoja de plata, cancro bacteriano, marchitez de flores y frutos por podredumbre parda.